# Настоящие креветки
Креветки, или настоя́щие креве́тки (лат. Caridea), — инфраотряд ракообразных из отряда десятиногих (Decapoda). Широко распространены по морям всего мира, многие виды освоили пресные воды. Размер взрослых особей разных представителей варьирует от 2 до 30 см. В морях Дальнего Востока России фауна креветок насчитывает более 100 видов. Многие представители этой группы — объекты промышленного лова.
Хотя один из существующих видов аквакультуры называется «креветочная ферма», выращиваемые на них раки семейства Penaeidae по современным представлениям относятся не к настоящим креветкам, а к другой группе десятиногих — Dendrobranchiata.

## Размножение и развитие
Как и у всех остальных представителей подотряда Pleocyemata, из-под яйцевых оболочек выходит стадия с полным набором сегментов, и их число в ходе дальнейшего развития не увеличивается. Многие виды креветок характеризует протандрический гермафродитизм, то есть в ходе жизни они закономерно меняют пол с мужского на женский.

## Употребление в пищу

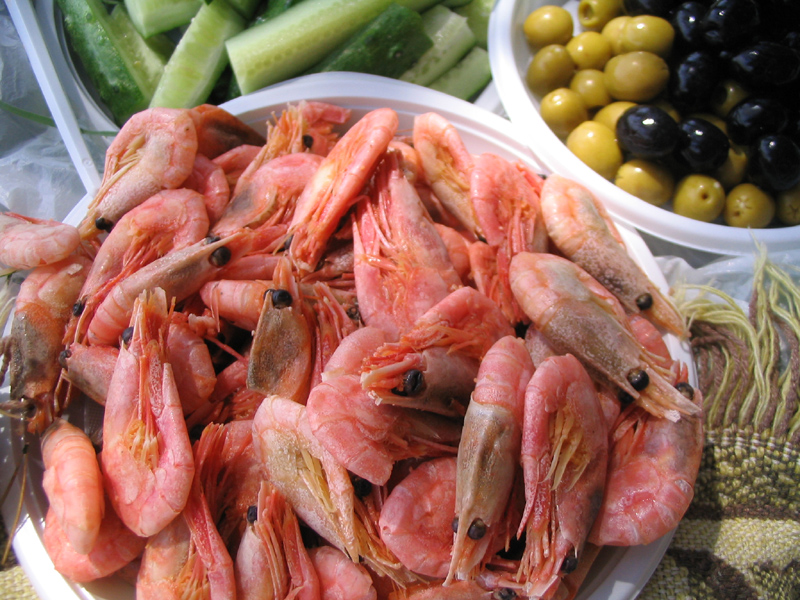
Варёные северные креветки на столе

Рецепты кулинарных блюд, использующих креветок в качестве составляющих, популярны во многих культурах. В иудаизме креветки, как и все морские членистоногие, в пищу запрещены. В исламе существует разногласие относительно дозволенности их употребления.
Как и другие морепродукты, креветки богаты кальцием и белком, но содержат мало калорий. Блюда с креветками — это также хороший источник холестерина, от 7 мг до 251 мг на 100 г, в зависимости от метода приготовления. Креветки как пища — деликатес.

## Палеонтология
Практически все ископаемые Caridea сохраняются в виде каменных отпечатков, за исключением экземпляров, известных из миоценового мексиканского янтаря. Древнейшие пресноводные настоящие креветки найдены в нижнемеловых отложениях Испании и Китая.

## Таксономия
Перечень надсемейств настоящих креветок:
- Alpheoidea
- Atyoidea
- Bresilioidea
- Campylonotoidea
- Crangonoidea
- Galatheacaridoidea
- Nematocarcinoidea
- Oplophoroidea
- Palaemonoidea
- Pandaloidea
- Pasiphaeoidea
- Procaridoidea
- Processoidea
- Psalidopodoidea
- Stylodactyloidea

## Некоторые представители
- Гребенчатый чилим (Pandalus hypsinotus);
- Креветка Амано (Caridina multidentata).
- Травяной чилим (Pandalus latirostris);
- Шипастый шримс-медвежонок (Sclerocrangon salebrosa);
- Северная креветка (Pandalus borealis)
- Synalpheus pinkfloydi
- Thor dicaprio

## В искусстве
Признанным мастером изображения креветок был известный китайский художник Ци Байши.